# Anapontonia denticauda
Anapontonia denticauda är en kräftdjursart som beskrevs av Bruce 1966. Anapontonia denticauda ingår i släktet Anapontonia och familjen Palaemonidae. Inga underarter finns listade i Catalogue of Life.